# Calosaturnia mendocino
Calosaturnia mendocino is een vlinder uit de familie nachtpauwogen (Saturniidae), onderfamilie Saturniinae.
De wetenschappelijke naam van de soort is voor het eerst geldig gepubliceerd door Behrens in 1876.